# Азербайджан в Великой Отечественной войне

Мемориал в Баку, установленный в память об участниках Великой Отечественной войны 1941—1945 гг.

Азербайджанская Советская Социалистическая Республика вступила в Великую Отечественную войну вместе со всем Советским Союзом 22 июня 1941 года. Германское командование уделяло особое внимание нефтяным залежам Баку и в ходе Битвы за Кавказ ставило задачей взять контроль над Баку и бакинским нефтегазоносным районом.
Согласно азербайджанскому историку Эльдару Исмаилову в период Великой Отечественной войны с 1941 по 1945 год в РККА было призвано около 600 тысяч жителей Азербайджана, из которых 40 тысяч — добровольцы, погибло не менее половины из них. Согласно энциклопедическому справочнику «Тюркские народы», из Азербайджана на фронт было мобилизовано 640 тысяч человек, из которых более 350 тысяч не вернулись. В республике были сформированы 77-я, 223-я, 271-я, 402-я и 416-я национальные азербайджанские дивизии.
Согласно статистическому исследованию «Россия и СССР в войнах XX века» безвозвратные потери этнических азербайджанцев в войне составили 58,4 тыс. человек, в немецком плену находились 20850 азербайджанцев. По словам Эльдара Исмаилова, в плену находилось 50 тысяч азербайджанцев. Там же находились тысячи русских, армян, евреев и представителей других национальностей, мобилизованных в Азербайджанской ССР. Значительное число попавших в плен впоследствии не вернулись на Родину.
Около 40 000 азербайджанцев вошло в состав Азербайджанского легиона Вермахта, принимавшего участие во Второй Мировой войне на стороне Третьего Рейха. Часть из них, отправленная во Францию, впоследствии присоединилась к местным партизанам. Также сотни азербайджанцев, состоявших ранее в легионе, позже присоединились к партизанам на территории Италии и Югославии. Одним из них был удостоенный впоследствии звания Героя Советского Союза Мехти Гусейнзаде.
Свыше 100 000 выходцев из Азербайджана за отвагу и мужество, проявленные в борьбе против фашистcких захватчиков, были награждены орденами и медалями СССР, более ста из них было присвоено звание Героя Советского Союза. Из них 43 этнических азербайджанца были удостоены этого звания, одними из которых были Ази Асланов, Исрафил Мамедов, Гафур Мамедов. В годы войны Азербайджан был главным поставщиком на фронт нефти и нефтепродуктов.

## Великая Отечественная война
22 июня 1941 года Германия без объявления войны вторглась в пределы Советского Союза. В тот же день в Баку состоялся многолюдный митинг трудящихся. После окончания митингов и собраний, прошедших в городах и сёлах Азербайджана, колонны рабочих, колхозников и интеллигенции направлялись в военные комиссариаты, настаивая на отправке в действующую армию. Свыше 40 тысяч человек, в том числе девушки, в начале войны подали заявление в Военный комиссариат Азербайджанской ССР с просьбой отправить их добровольцами на фронт. В течение первых десяти дней войны в одном Дзержинском районе Баку 1200 женщин-работниц, домохозяек и учащихся подали заявление с просьбой зачислить их в санитарные дружины и отправить на фронт.
Люди записывались в народное ополчение. К 4 июля в городе Баку в народное ополчение записалось 75 тысяч человек, в Кировабаде — 10 тыс., в Нахичеванской АССР — 7 тыс. В течение 1941 года в целом по Азербайджанской ССР в народное ополчение вступили 186,7 тысяч человек.

### Битва за Кавказ

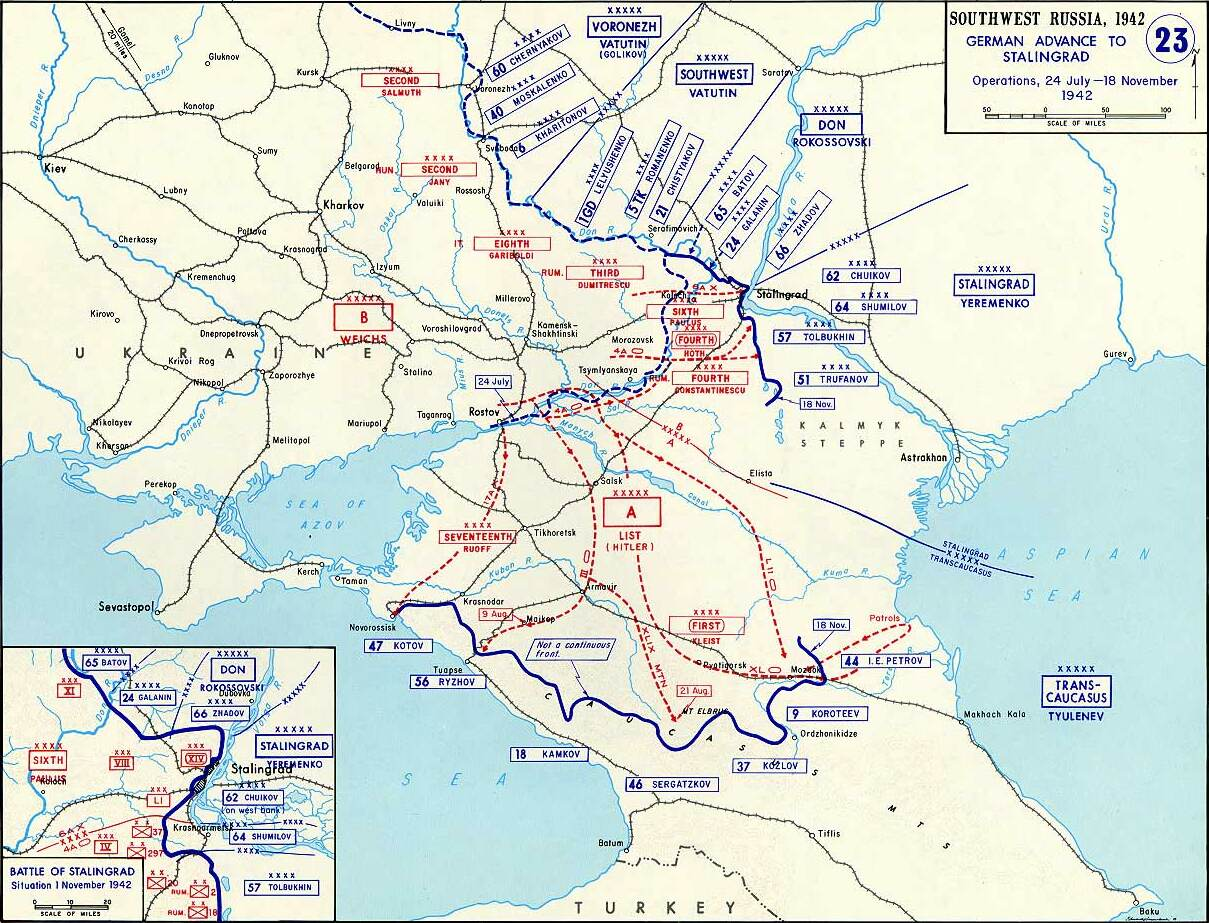
Немецкое наступление: июнь — ноябрь 1942 года

Баку и Северный Кавказ был основным источником нефти для всей экономики СССР. В Азербайджанской ССР добывалось до 80 % нефти всего СССР. После потери Украины, резко выросло значение Кавказа и Кубани как источника зерна. Здесь же находились запасы стратегического сырья, например, Тырныаузское месторождение вольфрамомолибденовой руды. Потеря Кавказа могла бы оказать заметное влияние на общий ход войны против СССР, поэтому Гитлер выбрал именно это направление в качестве основного. Группа армий, созданная для наступления на Кавказ, получила кодовое обозначение «A».
В задачу группы «A» входило: окружить и уничтожить южнее и юго-восточнее Ростова-на-Дону войска Южного фронта, отошедшие за реку Дон, и овладеть Северным Кавказом; затем предполагалось обойти Большой Кавказ одной группой с запада, захватив Новороссийск и Туапсе, а другой группой — с востока, овладев нефтеносными районами Грозного и Баку. Одновременно с обходным манёвром намечалось преодоление Водораздельного хребта в его центральной части по перевалам и выход в Грузию.
1 февраля 1942 года по указанию ГКО во всех регионах тыла Центральное справочное бюро при Совете по эвакуации провело перепись прибывшего из угрожаемой зоны СССР населения. Согласно данным переписи, в Закатальский, Ждановский, Имишлинский и Пушкинский районы Азербайджанской ССР было эвакуировано 2745 чел, среди которых 114 русских, 65 украинцев, 2545 евреев, 13 поляков, а также армяне, татары, молдаване и грузины. В Городской и Дзержинский районы Баку, согласно переписи, из эвакуированных к 1 февраля 1942 года прибыло 387 русских, 386 евреев, 168 украинцев, 73 армян, 5 грузин, 7 азербайджанцев, 11 поляков, 8 татар, а также представители других народов.

### Операция «Эдельвейс»
Немецкие войска приближались к Закавказью. Была даже назначена дата захвата Баку — 25 сентября 1942 года. Вокруг Нальчика, Орджоникидзе, Грозного, Махачкалы и Баку были созданы оборонительные районы. Первый этап битвы за Кавказ проходил с июля по декабрь 1942. Немецко-румынские войска, понеся большие потери, сумели выйти к предгорьям Главного Кавказского хребта и к реке Терек. Однако же, в целом, немецкий план «Эдельвейс» провалился. Всего за 1-й этап сражения Группа армий «A» потеряла убитыми почти 100 тыс. человек; немцам не удалось прорваться в Закавказье и на Ближний Восток.

### Операция «Согласие»
С 25 августа по 17 сентября 1941 года Великобританией и Советским Союзом проводилась совместная операция под кодовым названием «Согласие». Её целью являлась защита иранских нефтяных полей и месторождений от возможного захвата их войсками Германии и её союзниками, а также защита транспортного коридора (южный коридор), по которому союзниками осуществлялись поставки по ленд-лизу для Советского Союза. В ходе Второй мировой войны шах Ирана Реза Пехлеви отказал Великобритании и Советскому Союзу в их просьбе разместить свои войска в Персии. Хотя, например, пунктами 5 и 6 Договора между Советской Россией и Ираном от 1921 года предусматривалось, что в случае возникновения угрозы южным рубежам СССР имел право ввести свои войска на территорию Ирана.
В ходе операции вооружённые силы союзников вторглись в Иран, свергли шаха Резу Пехлеви и установили свой контроль над железными дорогами и нефтяными месторождениями страны. При этом войска Великобритании оккупировали южный Иран, а советские войска — север страны (Иранский Азербайджан).

### Ленд-лиз

#### Трансиранский маршрут

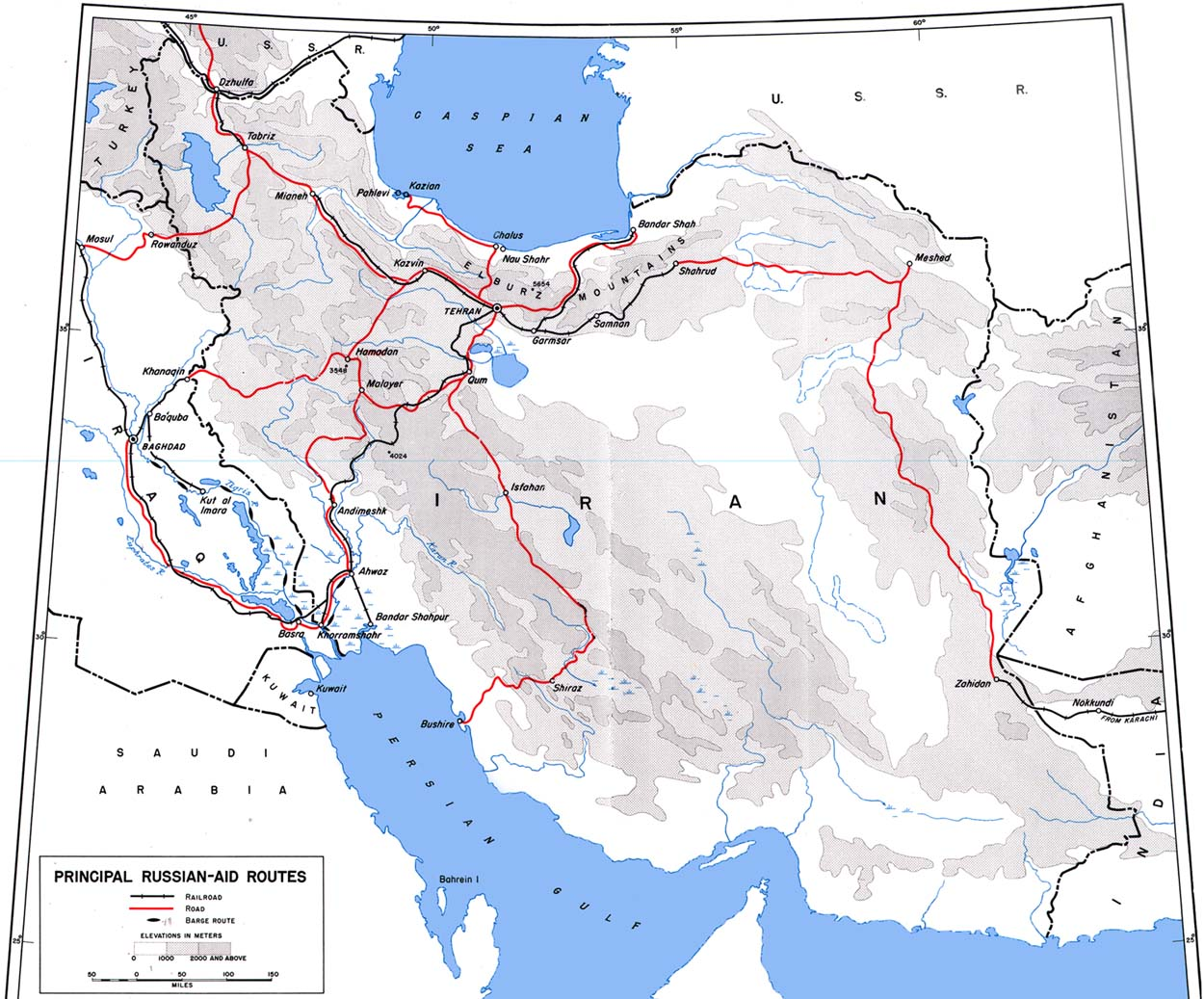
Карта маршрута

По Трансиранскому маршруту осуществлялись доставка грузов из США и Великобритании в рамках программы ленд-лиза. Доставка грузов осуществлялась судами Каспийской военной флотилии. Автомобили перегонялись по следующим маршрутам: Тегеран — Ашхабад, Тегеран — Астара — Баку, Джульфа — Орджоникидзе.
Железнодорожники Азербайджана проводили техническое обслуживание и общую эксплуатацию железной дороги Джульфа — Тебриз по законам военного времени.

## Жители Азербайджанской ССР на фронте

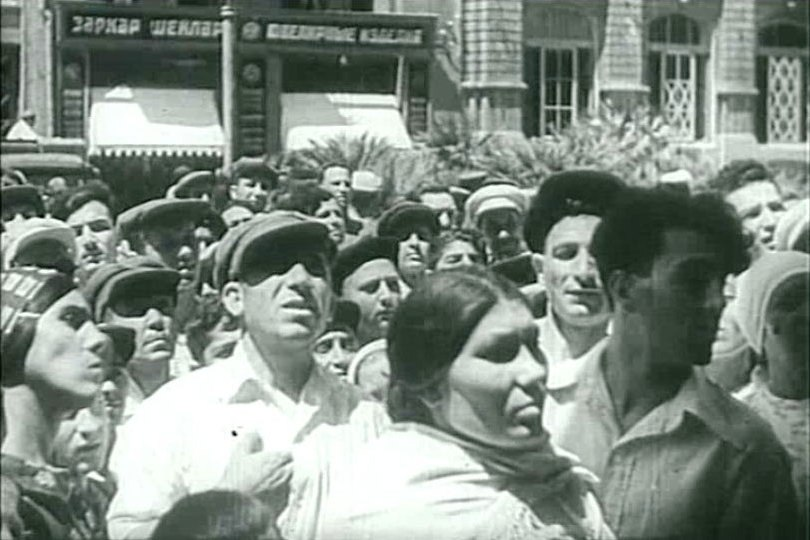
Объявление начала войны в Баку. 22 июня 1941 года

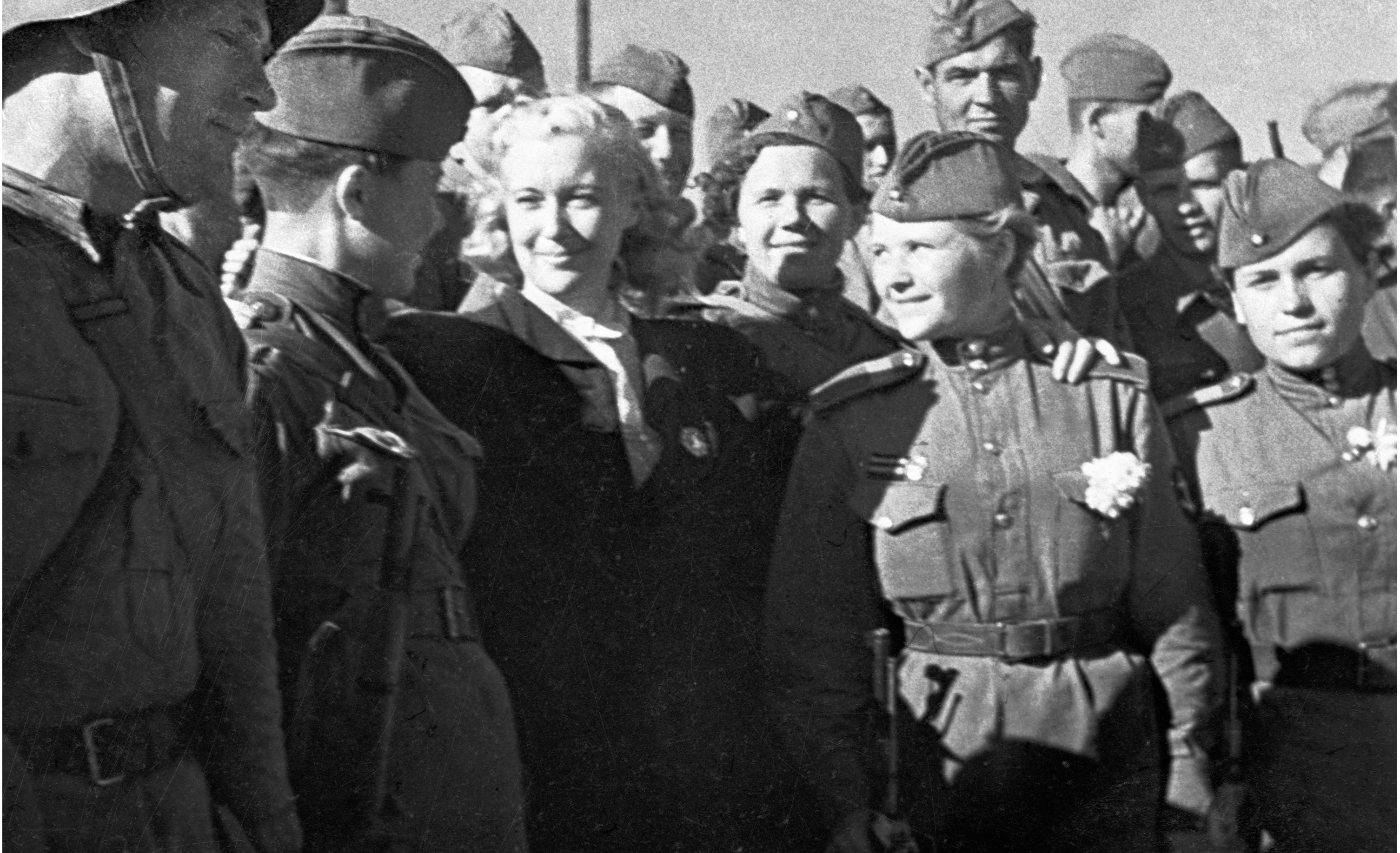
Любовь Орлова провожает солдат на фронт со станции Баладжары (Баку)

При общей численности населения в 3,4 млн человек (по состоянию на 1941 год) от Азербайджанской ССР на фронт были призваны 681 тыс. человек, в том числе 10 тыс. женщин. 300 тыс. граждан СССР, призванных из Азербайджана, погибли на полях сражений в ходе войны. Для воинских частей были подготовлены 15 тыс. медсестёр и сандружинниц, 750 связистов, 3 тыс. шофёров. В войне также участвовали азербайджанские женщины, среди которых партизанка Алия Рустамбекова, снайпер Зиба Ганиева, зенитчица Алмаз Ибрагимова, капитан морского судна Шовкет Салимова и многие другие.
Основными местами сражений солдат из Азербайджанской ССР были бои за Брестскую крепость, оборона Ленинграда, оборона Москвы, битвы за Сталинград, Кавказ, Курская дуга. На Украине в основном на Крымском полуострове, а также в освобождении Прибалтики и Восточной Европы и битва за Берлин. Более 400 воинов-азербайджанцев только 3-го Украинского фронта были награждены орденами и медалями Советского Союза.

### Национальные воинские подразделения РККА

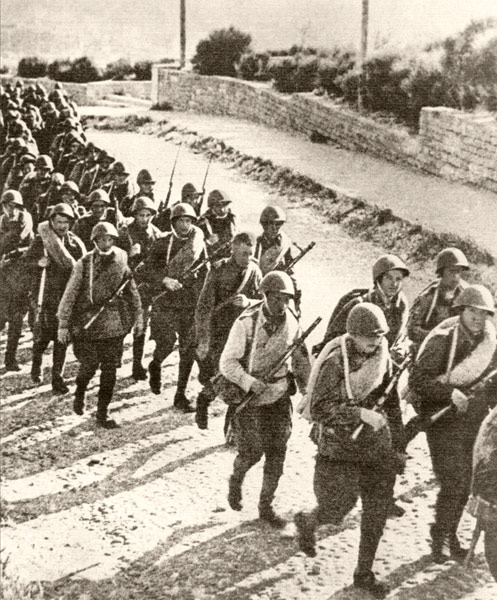
Батальон, отправляющийся на фронт, по дороге к станции Баладжары. 1942 год

На территории Азербайджанской ССР было создано:
- 87 батальонов,
- 1123 отряда самообороны.

Сформированы:
- 77-я стрелковая дивизия (1-го формирования),
- 223-я стрелковая дивизия,
- 396-я стрелковая дивизия,
- 402-я стрелковая дивизия,
- 416-я стрелковая дивизия.

Части и соединения, в которых присутствовала значительная доля уроженцев Азербайджана.
- 416-я стрелковая Таганрогская Краснознамённая Ордена Суворова дивизия,
- 76-я горнострелковая Краснознамённая дивизия им. К. Е. Ворошилова (позднее 51-я гвардейская стрелковая Таганрогская ордена Ленина Краснознамённая Ордена Суворова дивизия),
- 77-я стрелковая Симферопольская Краснознамённая Ордена Суворова дивизия,
- 223-я стрелковая Белградская Краснознамённая дивизия,
- 227-я стрелковая Краснознамённая Темрюкская дивизия,
- 271-я стрелковая Горловская Краснознамённая ордена Богдана Хмельницкого дивизия,
- 402-я стрелковая дивизия,
- 396-я стрелковая дивизия.

### Жители Азербайджана, удостоенные звания Героя Советского Союза
За воинскую доблесть и подвиги, совершённые во время Второй мировой войны, 128 уроженцев Азербайджана получили звание Героя Советского Союза. Ази Асланов получил это звание дважды. Среди получивших звание Героя Советского Союза 43 были азербайджанцами по национальности, 14 из них были награждены посмертно. Первым азербайджанцем, ставшим Героем Советского Союза, стал лейтенант Исрафил Мамедов.

### Партизанские отряды и группы в странах Западной и Восточной Европы
| Название                                                    | Страна/Республика | Командир          |
| ----------------------------------------------------------- | ----------------- | ----------------- |
| Азербайджанский партизанский отряд                          | Франция           | Гусейнрза Мамедов |
| Азербайджанский партизанский отряд — «Руска чета»           | Италия            | Джавад Хакимли    |
| 8-й Азербайджанский партизанский отряд — «Красный партизан» | Крымская АССР     | Мамед Алиев       |
| Диверсионная группа партизанского отряда «Правда»           | Белорусская ССР   | Мамед Исаев       |

### Партизаны в рядах сопротивления в странах Западной и Восточной Европы

Памятник партизану, Герою Советского Союза Мехти Гусейнзаде в Баку

| Партизан                        | Страна/Республика |
| ------------------------------- | ----------------- |
| Абдуллаев, Нуру                 | Франция           |
| Алиев, Гасан                    | Франция           |
| Алиев, Мазаим                   | Италия            |
| Бабаев, Али Баба оглы           | Италия            |
| Багиров, Мамед Самед оглы       | Италия            |
| Велиев Вели                     | Франция           |
| Гусейнов, Микаил                | Франция           |
| Гусейнзаде, Мехти Ганифа оглы   | Югославия Италия  |
| Джафаров, Ханчобан              | Италия            |
| Джафарханлы, Паша               | Франция           |
| Джебраилов, Ахмедия Микаил оглы | Франция           |
| Исаев, Тахир Исрафил оглы       | Италия            |
| Курбанов, Фейзулла              | Франция           |
| Мамедов, Гусейнрза              | Франция           |
| Мамедов, Курбан                 | Франция           |
| Мамедов, Мирзахан               | Франция           |
| Мамедов, Мамед                  | Нидерланды        |
| Мамедли, Мирзали                | Франция           |
| Меджидов, Шахбаба Ягуб оглы     | Италия            |
| Мехтиев, Нуруш Имангулу оглы    | Франция           |
| Рафиев, Джалиль                 | Италия            |
| Сеидов, Мирдамат Агамир оглы    | Италия            |
| Тагиев, Али                     | Югославия Италия  |
| Хакимли, Джавад                 | Югославия Италия  |
| Шахвердиев, Мирза Агабаба оглы  | Италия            |
| Эйлазов, Маши                   | Италия            |

## Каспийский флот
До начала Великой Отечественной войны первое место по грузообороту занимал Каспийский флот. По Каспийскому морю перевозилась примерно одна треть грузов, транспортируемых по всем морям СССР. Это объясняется прежде всего близостью к морю нефтяных месторождений, нефтеперерабатывающих заводов, хлопковых баз. Подвоз в районы Кавказа и Средней Азии леса и хлеба, доставляемых на Каспий по Волге и Уралу также обусловливал высокий уровень грузооборота. Основными грузами, определяющими значение Каспийского моря, являлись нефть и нефтепродукты, которые в основном шли из Баку в Астрахань для дальнейшего следования вверх по Волге в различные районы СССР. Азербайджанский участок, особенно Баку-Баладжарский узел, находящийся на стыке железнодорожных и водных путей, являлся важнейшим звеном на Закавказской железной дороге.
По этой железнодорожной магистрали бакинская нефть отправлялась во все концы Советского Союза. Кроме того, по ней осуществлялось снабжение народного хозяйства Азербайджанской ССР из центральных районов СССР. Бакинский порт отличался высокой интенсивностью переработки грузов и большой пропускной способностью. Основным содержанием работы порта являлась отправка нефти на Волгу.

## Бакинская армия ПВО
В начале мая 1942 года постановлением Государственного комитета обороны от 5 апреля путём реорганизации Бакинского корпусного района ПВО была сформирована Бакинская армия ПВО. Её управление было создано на базе переформированного управления 3-го корпуса ПВО. Организационно армия входила в Закавказскую зону ПВО, с апреля 1944 года — в Закавказский фронт ПВО. В мае — октябре 1942 года в период активных действий немецких разведывательных самолётов в границах армии её боевой состав включал:
- 8-й истребительный авиационный корпус ПВО (6 истребительных авиационных полков),
- 7 зенитных артиллерийских полков,
- 1 полк зенитных пулемётов,
- 1 прожекторный полк,
- полк аэростатов заграждения,
- полк ВНОС,
- другие отдельные части.

Командующие: генерал-майор артиллерии П. М. Бескровнов (апрель 1942 — февраль 1945) и генерал-лейтенант артиллерии Н. В. Марков (февраль 1945 — до конца войны).

## Тыл
28 июня 1941 года на всех промышленных предприятиях были ликвидированы отпуска. Рабочий день увеличен до 11 часов. Была введена карточная система распределения товаров в 1941 году на продовольственные, в 1942 на промышленные товары. Вместо мобилизованных на фронт мужчин на рабочие места заступали женщины и подростки.
09 сентября 1942 года на территории Республики было введено военное положение.

## Экономика Азербайджана в годы войны

### Вклад в материально-техническое обеспечение

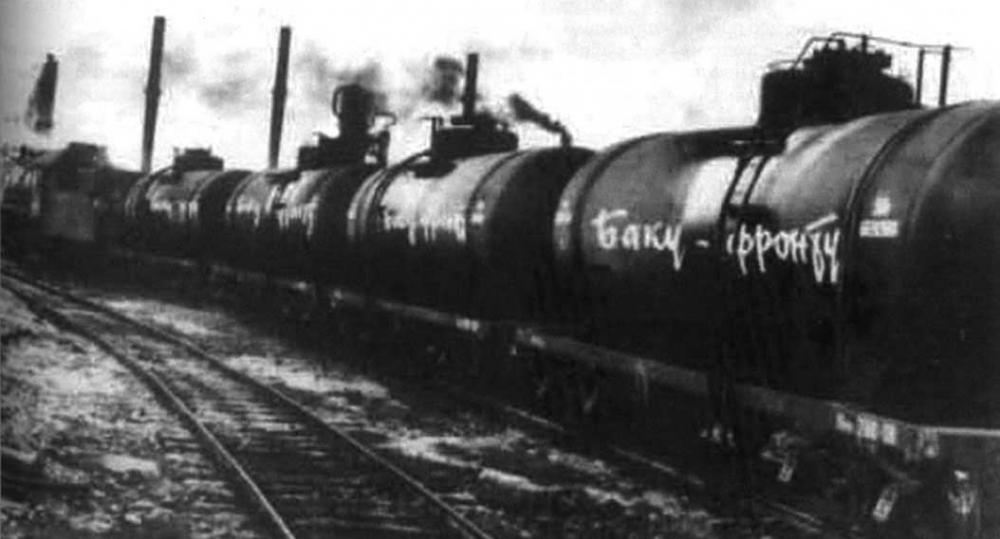
Отправка нефти на фронт. Баку, 1942 год

До начала Великой Отечественной войны Азербайджанская ССР была локомотивом отрасли: главным поставщиком нефти и нефтепродуктов, кузницей специалистов в нефтяной отрасли, изготовителем нефтяного оборудования. Несмотря на военные действия, Баку оставался главным поставщиком горюче-смазочных материалов. В годы войны азербайджанские нефтяники производили до 90 % топлива всей страны. В первый год войны отправили 23,5 млн тонн нефти. Всего же 75 млн тонн нефти было отправлено на военные нужды в период Великой Отечественной войны. Маршал Советского Союза Георгий Жуков:
Нефтяники Баку давали фронту и стране столько горючего, сколько нужно было для защиты нашего Отечества, для быстрой победы над врагом.
Бывший посол России в Азербайджане Василий Истратов:
Без природных ресурсов Азербайджана не было бы победы в Великой Отечественной войне.
Трудясь под лозунгом «Всё для фронта! Всё для победы!», нефтяники Азербайджана 160 раз получали переходящее Красное знамя Государственного комитета обороны, Всесоюзного центрального совета профессиональных союзов и Народного комиссариата нефтяной промышленности СССР, что являлось в те годы показателем высокой оценки труда.
Уроженец Баку Николай Константинович Байбаков возглавил специальный штаб, координировавший работу по обеспечению горючим воинских частей и предприятий. В 1942 — уполномоченный ГКО по уничтожению нефтяных скважин и нефтеперерабатывающих предприятий в Кавказском регионе. Он организовал работу следующим образом: при приближении противника всё ценное оборудование демонтировалось и вывозилось на восток страны, малодебитные скважины немедленно выводились из строя, а особо богатые — продолжали использоваться и уничтожались при самых крайних обстоятельствах. В результате немцам не удалось использовать ресурс краснодарских нефтепромыслов. Затем Н. К. Байбаков был представителем ГКО по перебазированию части нефтяников и техники кавказских районов на Восток. В 1941 году Государственным комитетом обороны было принято решение перебазировать части нефтяных предприятий Баку, эвакуировать жителей, реорганизовать транспортные потоки. По выражению Н. К. Байбакова, «происходит „Великое Переселение“ бакинских нефтяников». Более 10 тысяч человек вместе с семьями и нефтяным оборудованием отправляются на пароходах и танкерах в Красноводск, а оттуда по железной дороге в необжитые районы. В своей книге «Моя родина — Азербайджан» Н. К. Байбаков пишет:
На колёсах оказался весь цвет нефтяной промышленности Азербайджана.
В район «Второго Баку» (Башкортостан, Куйбышевская и Пермская области), для создания там новых промыслов и заводов были вывезено оборудование, специалисты и их семьи. Так, в Стерлитамак был переброшен бакинский завод нефтяного машиностроения «Красный пролетарий», в Пермь — завод имени Мясникова, в Сарапул — завод имени Дзержинского, а в Ишимбай — Государственный союзный машиностроительный завод имени Сталина. Осенью в Поволжье был переброшен трест «Азнефтеразведка», организацией его деятельности на новом месте занимался известный нефтяник А. Ф. Рустамбеков.

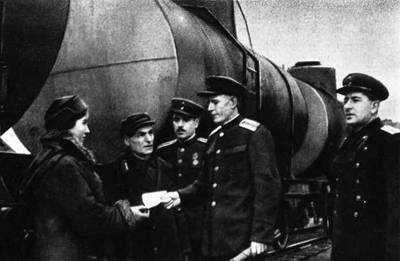
Работники станции Баку отправляют поезд с горючим для фронта

В июне 1941 года среднесуточная выработка нефти составила 64334 тонн. Ненамного снизился уровень добычи в июле того же года — 63894 тонн. В целом по «Азнефтекомбинату» план девяти месяцев первого года войны был выполнен досрочно — на 101,6 %. Дополнительный объём нефти, полученный за период с 1 января по 26 сентября, составил 321 266 тонн. За успехи достигнутые в 1941 году указом Президиума Верховного Совета СССР от 6 февраля 1942 года 500 нефтяников Азербайджана были награждены орденами и медалями, в том числе 41 человек был награждён орденом Ленина. Тем же указом орденом Ленина были награждены промысел № 11 треста «Лениннефть» и промысел № 4 «Биби-Эйбатнефти».
Однако уже в 1942 году уровень добычи нефти начал снижаться. Это было связано в основном с мобилизацией на фронт опытных нефтяников и специалистов, ограничение масштабов буровых работ, конверсия заводов нефтяного машиностроения, переключившихся на выпуск продукции оборонного значения, передислокация некоторых из них в восточные районы страны, резкое сокращение поставок необходимых материалов, получаемых из других регионов СССР, и почти полное прекращение поставок труб всех видов и особенно труб для бурения, лесоматериалов, запасных частей для компрессорных тракторов и автомашин. В этот период «Азнефтекомбинат» подарил армии 161 трактор, 1155 автомашин и 604 лошади. Если в первой половине 1941 года заводы треста «Азнефтемаш» произвели для нужд нефтяной промышленности товарной продукции на 80 миллионов рублей (в расценках того времени), то за соответствующий период 1942 года это число снизилось в 16 раз и составила всего лишь 5 миллионов рублей. Было прекращено бурение новых скважин, резко уменьшился эксплуатационный фонд. Если в 1941 году за счёт введения новых скважин было получено 3787.5 тысяч тонн нефти, что составило 16,1 % общей выработки, то в последующие годы войны их количество настолько уменьшилось, что в 1942 году было получено всего 3,3 % общей выработки, а в 1943 года — 0,7 %. На 1 июня 1941 года за счёт 235 фонтанирующих скважин за сутки добывалось по 18284 тонн нефти, а за тот же период 1942 года, количество фонтанирующих скважин уменьшилось до 175, их суточный дебит составил всего 10800 тонн. Техническое состояние компрессорного хозяйства ухудшилась настолько, что в целом его суточная производительность упала с 10394 тысяч м³ в начале войны войны до 8216 тысяч м³ к октябрю 1942 года.

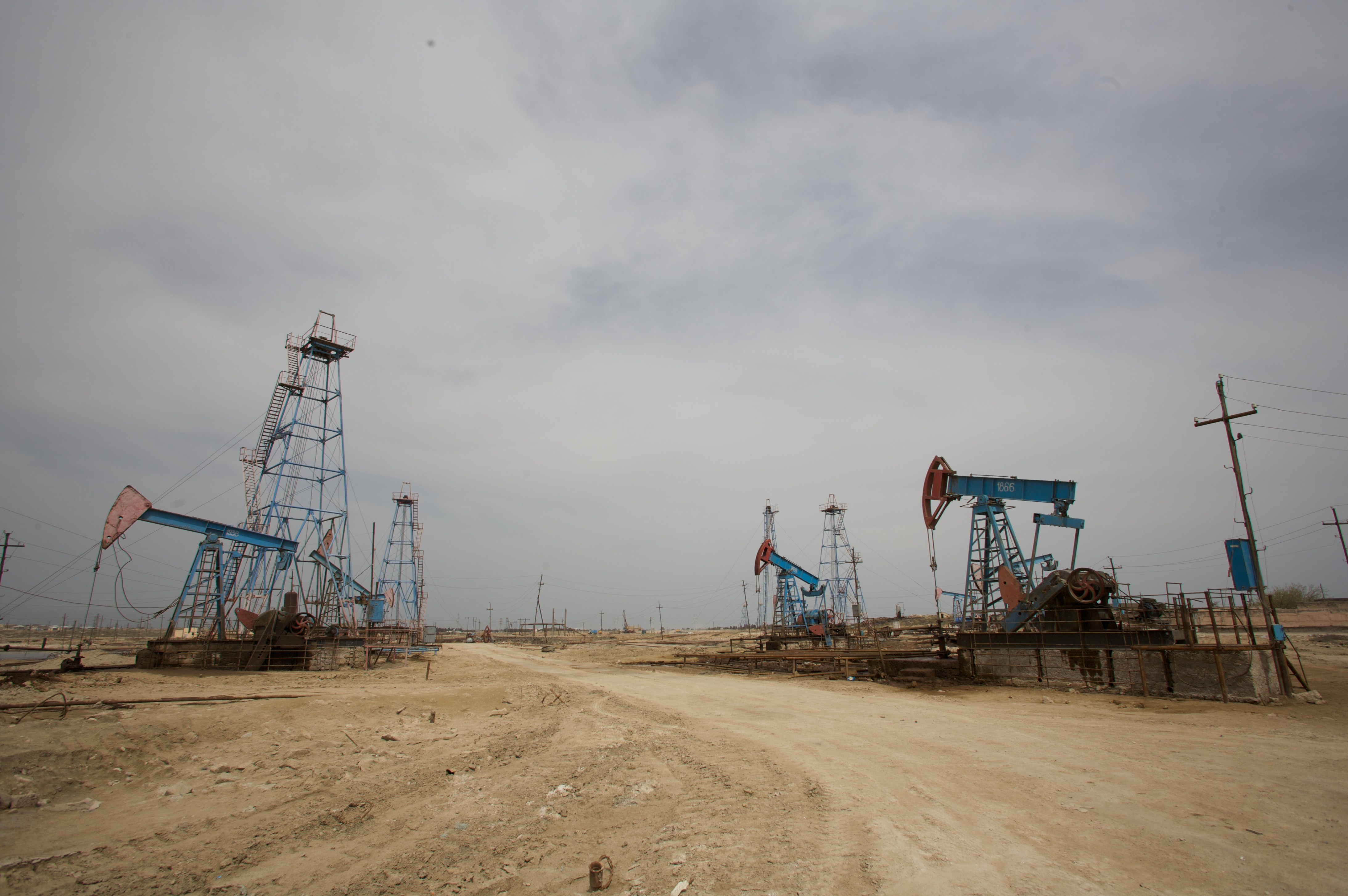
Современные нефтяные месторождения Азербайджана

По указанию ГКО НПЗ Баку прекратили выпуск многих видов продукции, чтобы решать главную задачу — обеспечивать авиацию высококачественными бензинами. Из 17 миллионов тонн нефтепродуктов, израсходованных в годы войны, 13 миллионов было произведено в Азербайджане. На его долю приходилось около 85 % производства авиационного бензина. Было поставлено фронту более 1 миллиона тонн высокооктанового бензина Б-78. Были созданы перевалочные базы, которые располагались по берегу Каспийского моря, Волги и в крупных населённых пунктах, которые примыкали к железнодорожным магистралям. Из Баку по морю и далее по железным дорогам осуществлялась поставка нефти и нефтепродуктов, в нефтебазы и оттуда — на перерабатывающие заводы различных регионов страны. В июле того же года навигация на Волге была прекращена из-за выхода немецких войск в район Сталинграда. Основные железнодорожные магистрали, по которым нефть и нефтепродукты из Баку доставлялись к фронту, были перерезаны немецкими войсками. Немецко-фашистские войска оказались у ворот Кавказа, они стремились к бакинской нефти, и сам Баку непосредственно оказался под военной угрозой. Так как прямой путь доставки нефти был перерезан, надо было найти выход по вывозу нефтепродуктов для Сталинграда. Нефтепродукты решили доставлять по единственному пути через Красноводск, а затем — через Среднюю Азию и Казахстан по железной дороге в Сталинград. Однако среднеазиатская железная дорога не располагала достаточным количеством цистерн для перевозки. И тогда в Баку руководством отрасли принимается рискованное решение: переправлять в Красноводск по морю цистерны с нефтепродуктами на плаву при помощи буксиров, а дальше транспортировать по железной дороге.
В сентябре 1942 года в Закавказье было объявлено военное положение, а ситуация в Баку стала критической. До прекращения навигации вместо намеченных 6 млн т нефти было вывезено только 1,6 млн т. Были выделены специальные скважины, куда закачивались сотни тысяч тонн отбензиненной нефти. Недостаток ёмкостей вёл к сворачиванию работ. Осенью нефть добывал фактически единственный трест — «Нефтечала». Как писал Н. К. Байбаков:
Советская боевая машина на 75—80 % приводилась в движение благодаря доблестному труду бакинцев. От их работы во многом зависела судьба войны. Не являясь прифронтовым городом, азербайджанская столица через нефтяные артерии ежечасно была связана с действующими частями Красной армии, по существу являясь тыловой частью её фронтов.
В ноябре 1942 года бюро Бакинского комитета КП(б) Азербайджана обсудило вопрос «О мероприятиях по обеспечению выполнения плана добычи нефти и газа по „Азнефтекомбинату“ в декабре 1942 года». В соответствии с решением ГКО на этот месяц было запланировано обеспечить выработку 1240000 тонн нефти, в том числе 635000 т нефти, а также 97600 м³ природного газа. Бюро потребовало от руководителей трестов, промыслов и заводов, пропагандистов ЦК КП(б) Азербайджана, секретарей первичных партийных организаций, ЦК профсоюза нефтяников Кавказа, представителей комитетов районных партийных организаций и секретарей комсомольских организаций обеспечения на декабрь 1942 года беспрекословного перевыполнения планов по добыче нефти и производству авиабензина и смазочных масел.

Маршал Советского Союза Константин Рокоссовский в своём письме в ЦК Компартии Азербайджанской ССР писал: 
В каждом боевом ударе бесстрашных соколов, в каждом рейде советских танкистов, в каждой победе над немецко-фашистскими силами немалая доля успеха принадлежит бакинским нефтяникам.
28 апреля 1945 года маршал Советского Союза Фёдор Толбухин в своей статье под заголовком «Слава азербайджанскому народу» писал:
Красная армия в долгу перед азербайджанским народом и отважными бакинскими нефтяниками за многие победы, за своевременную поставку наступающим частям качественного топлива. Бойцы нашего фронта под Сталинградом, на Дону и в Донбассе, на берегах Днепра и Днестра, в Белграде, под Будапештом и Веной с благодарностью вспоминают азербайджанских нефтяников и приветствуют отважных тружеников нефтяного Баку.

Маршал Советского Союза Семён Будённый, приехавший в Баку после войны, сказал журналистам: 
Не будь вашей нефти в войне, вряд ли мы могли пойти далеко с помощью кавалерии.

Первый секретарь посольства Республики Беларусь в Азербайджане Глеб Красневский: 
Именно азербайджанская нефть стала одним из решающих факторов победы в Великой Отечественной войне.

### Лёгкая промышленность
Одними из передовых отраслей промышленности, наряду с нефтяной промышленностью, была лёгкая, текстильная, пищевая промышленность. С началом Великой Отечественной войны лёгкая, текстильная, пищевая и местная отрасли промышленности были подчинены интересам фронта. Производства товаров народного потребления были переключены на производство предметов военно-хозяйственного снабжения, продовольствия и прочей продукции. Для обеспечения армии требовалось большое количество продовольствия, обмундирования, обуви и других видов товаров, которые ранее не изготовлялись в Азербайджане. За первый период Великой Отечественной войны предприятия лёгкой промышленности Азербайджана освоили производство около 30 видов товаров для нужд РККА. Мебельная фабрика, ранее выпускавшая мебель для школ и ширпотреба в годы войны, стала изготовлять повозки.
Швейная промышленность стала изготовлять шинели, летнее обмундирование, ушанки, нательное бельё, пилотки и прочие товары. Трикотаж — тёплое бельё, обмотки и другие изделия. Кожевенно-обувная — армейскую обувь, бекеши, тулупы, жилеты, рукавицы, конское снаряжение и т. д. На текстильных предприятиях было успешно налажено производство серого шинельного сукна, хлопчатобумажной диагонали, технической ткани, трикотажной пряжи высоких номеров, медицинской марли, ниток для обувного и шорного производства, гигроскопической ваты, хирургического шёлка и др. До начала военных действий текстильный комбинат им. Ленина выпускал товары для нужд населения, после начала войны всё производство было переключено на нужды армии, обмундирования, на медицинские марли и прочие товары. В годы войны Азербайджан поставил 500 тысяч тонн хлопка.

### Химическая промышленность
Заводы химической промышленности также были переориентированы на выпуск продукции военного назначения и прочего инвентаря. Группа академиков во главе с Юсифом Мамедалиевым выявили около 100 сортов нефтехимической продукции, в том числе 36 видов смазочных масел, 9 названий авиабензина и 8 видов дизельного топлива. На данных заводах было налажено производство противопожарного оборудования и инвентаря, освоен процесс пропитки защитной одежды. Производство продукции для нужд фронта было налажено и в подсобных цехах заводов, где было освоено производство, к примеру, пластмассовых и целлулоидных деталей. Заводы по металлообработке в годы войны стали изготовлять армейские котелки, противопожарный инвентарь, подковы военного образца, детали для повозок, окопные печи.

### Пищевая промышленность
Предприятия мясо-молочной промышленности Азербайджана сумели освоить выпуск ряда новых видов препаратов, ранее ввозившихся из-за границы. На базе использования местных сырьевых ресурсов был организован завод медицинских препаратов. Мясокомбинаты города Баку в годы Великой Отечественной войны перешли на выпуск стерильной желатины в ампулах, животный активированный уголь, тональбин и другие препараты.

### Местная промышленность
Работники местной промышленности и промысловой кооперации также целиком переключились на производство предметов военно-хозяйственного снабжения. В кратчайший срок оборудование этих предприятий было приспособлено для выпуска новой продукции, необходимой фронту (обозно-вещевое и хозяйственное имущество для Красной армии, мебель и бельё для госпиталей, противопожарные средства, инвентарь для оборудования убежищ и т. д.).
За время Великой Отечественной войны предприятия местной промышленности Азербайджана освоили около 200 новых видов различной продукции. По заданию военного ведомства предприятия местной промышленности и промкооперации в короткие сроки освоили массовый выпуск валенок, варежек, шерстяных носков для бойцов Красной армии. Мебельная фабрика, прежде выпускавшая мебель для школ и ширпотреба, в дни войны стала изготовлять повозки. В связи с отсутствием собственной механической базы и рабочих соответствующей квалификации, фабрике пришлось кооперироваться с другими предприятиями Баку.

## Военно-промышленный комплекс

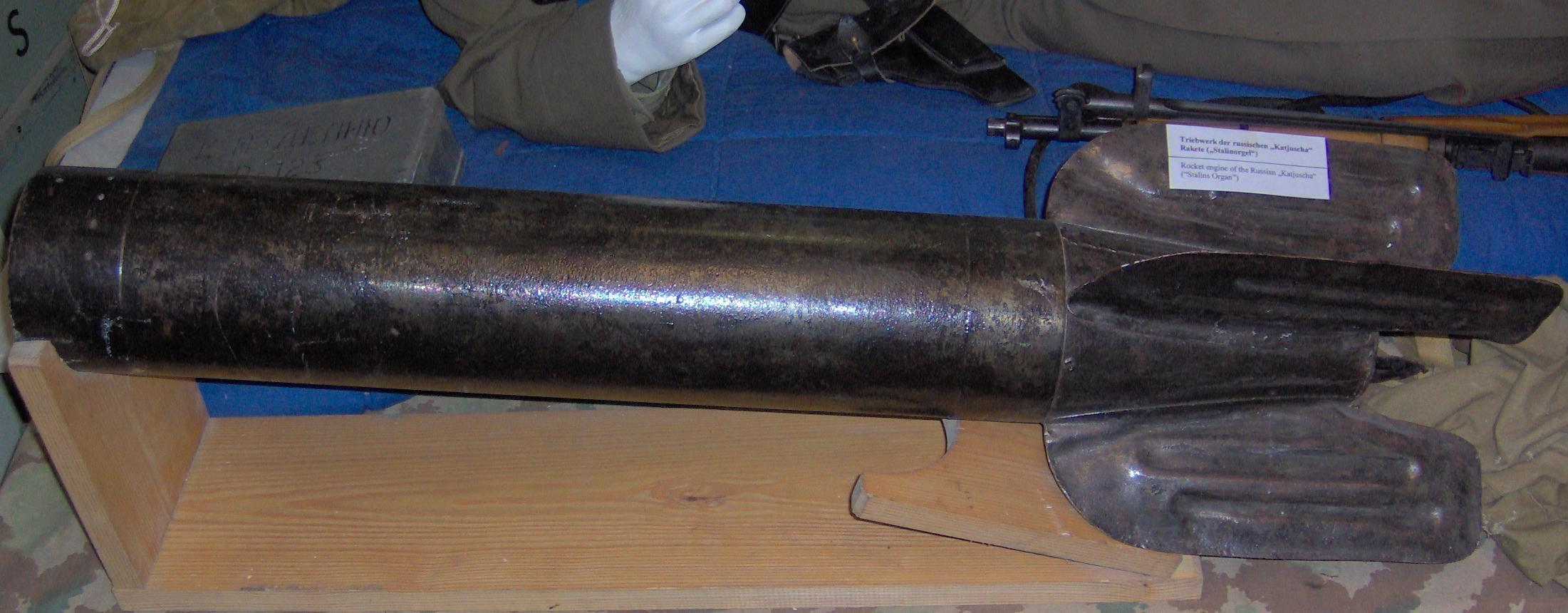
Снаряды для «Катюш» производились в Баку

Выпуск производился на заводе Металлопластмасс.
В Азербайджанской ССР производилось свыше 130 видов вооружений и боеприпасов, одним из которых являлся пистолет-пулемёт Шпагина. Из личных запасов жителей Азербайджанской ССР было собрано и было передано в фонд обороны 15 кг золота, 952 кг серебра, 320 млн рублей, 25 тысяч рублей в Фонд создания танковых колонн и авиа эскадрилий внёс композитор Узеир Гаджибеков, 30 тысяч рублей — 90-летняя колхозница из Агдамского района Саадат Наджаф гызы. Также на фронт было отправлено 1,6 млн единиц необходимых товаров, 152 вагона тёплой одежды. К лету 1942 года в Ленинград азербайджанскими предприятиями были отправлены 2 вагона икры, 40 тонн сухофруктов, 12 вагонов томата-пюре, соков и других продуктов питания, а также медикаменты и перевязочные материалы. Значительная помощь медикаментами, продуктами питания и другими материалами была оказана Ставропольскому краю, Ленинграду, Краснодарскому краю.

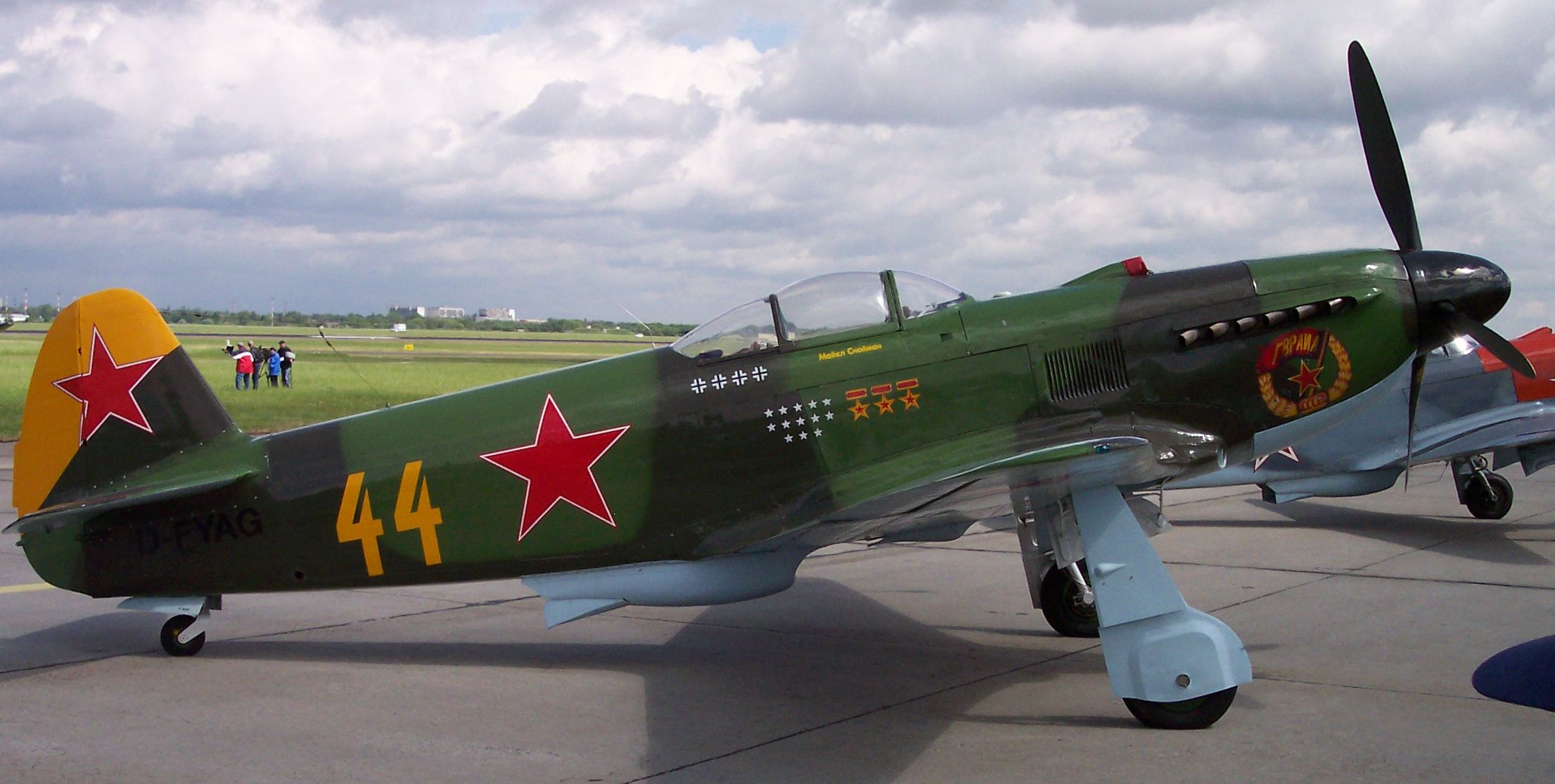
Як-3 производились в Бакинском посёлке Кешля

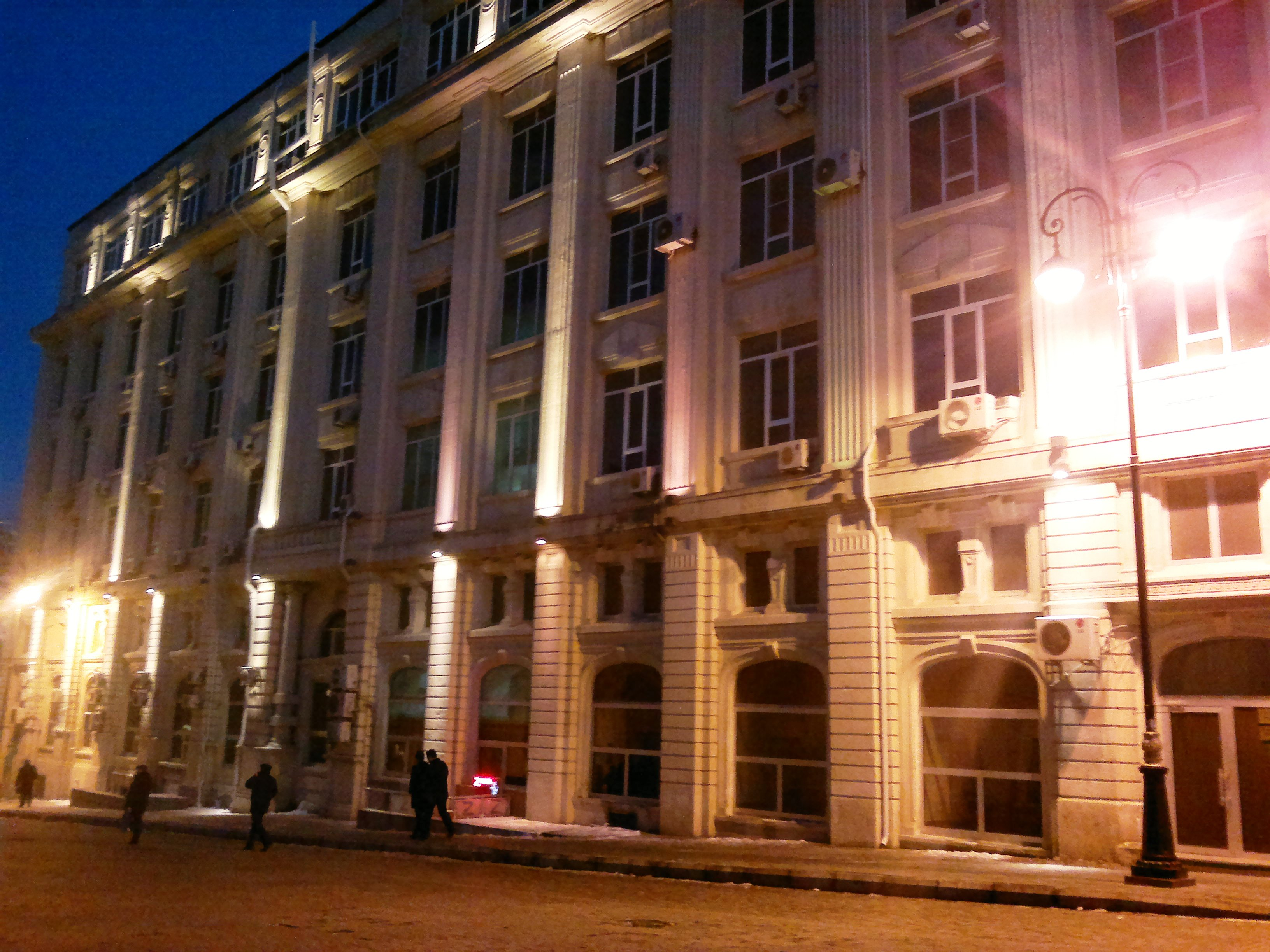
Здание в Баку, в котором в годы Великой Отечественной войны размещался эвакогоспиталь

Бакинские предприятия принимали активное участие в восстановлении Днепрогэс, порта Азов и других важных объектов.
В годы Великой Отечественной войны в Баку и по всей республике, действовали десятки военных госпиталей. По официальным данным госпитали Азербайджанской ССР вернули в строй полтора миллиона советских солдат, многие из которых после войны остались в Азербайджане. В бакинском посёлке Кешля (Кишлы) функционировали два авиазавода, закодированные под номерами «168» и «458». На этих беспрерывно работавших предприятиях производились самолёты-истребители типа УТИ-4 и Як-3, а также сани для военных аэропланов. В Баку изготавливались и реактивные снаряды для легендарных «Катюш», выпуск реактивных снарядов легендарной «Катюши» производился на заводе «металлопластмасс».
В этот период в городе Кировабад действовал крупный авиаремонтный завод. В годы войны здесь производили истребители «ЯК — 3», было отремонтировано и отправлено на фронт 782 самолёта различных типов, а также свыше 1550 авиадвигателей и других запчастей. Гянджинский завод и сегодня продолжает свою деятельность.

## После войны

### Военнопленные

Дом правительства Азербайджана в Баку, в строительстве которого участвовали немецкие военнопленные

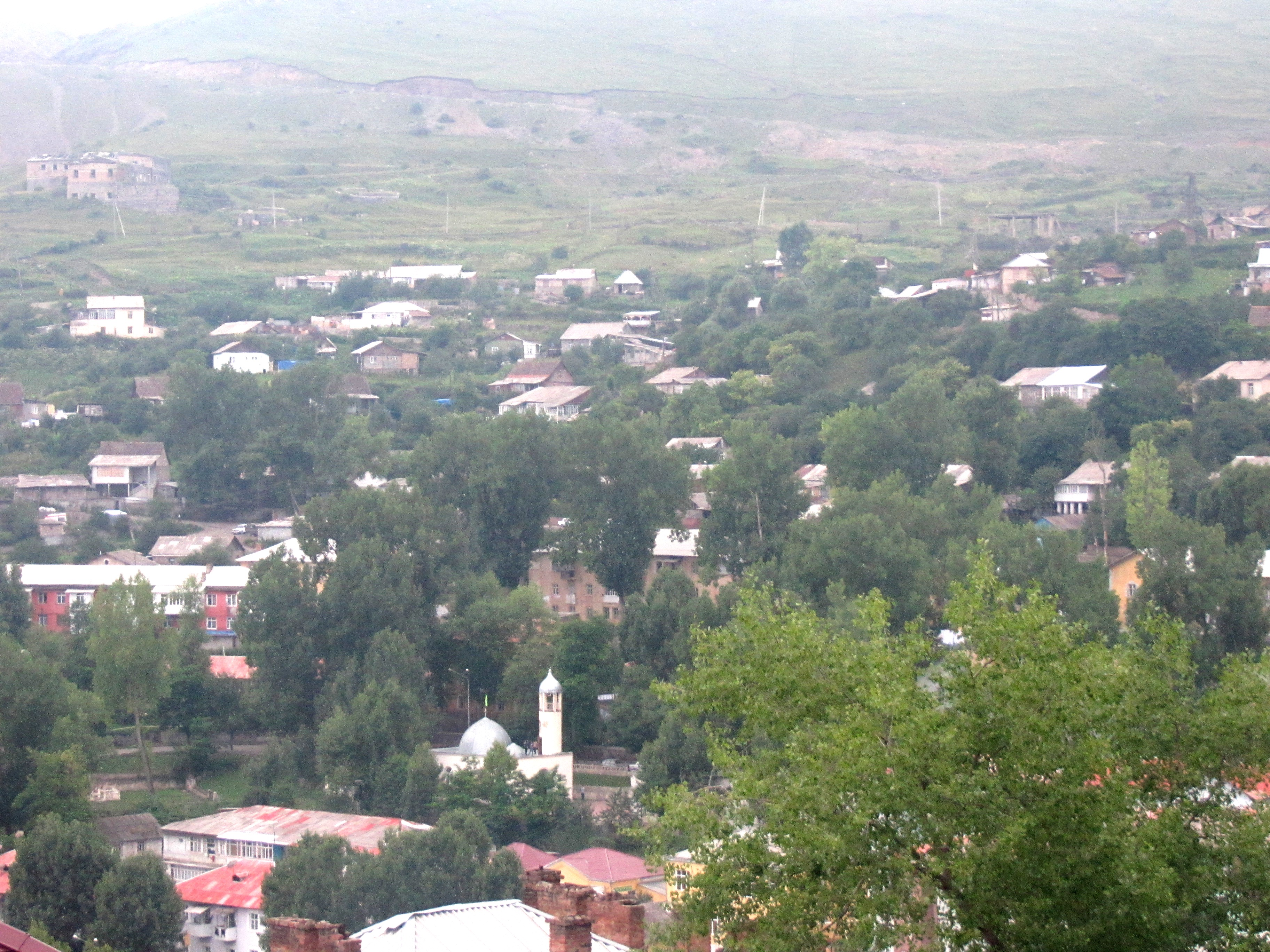
Вид на город Дашкесан, в строительстве которого участвовали немецкие военнопленные

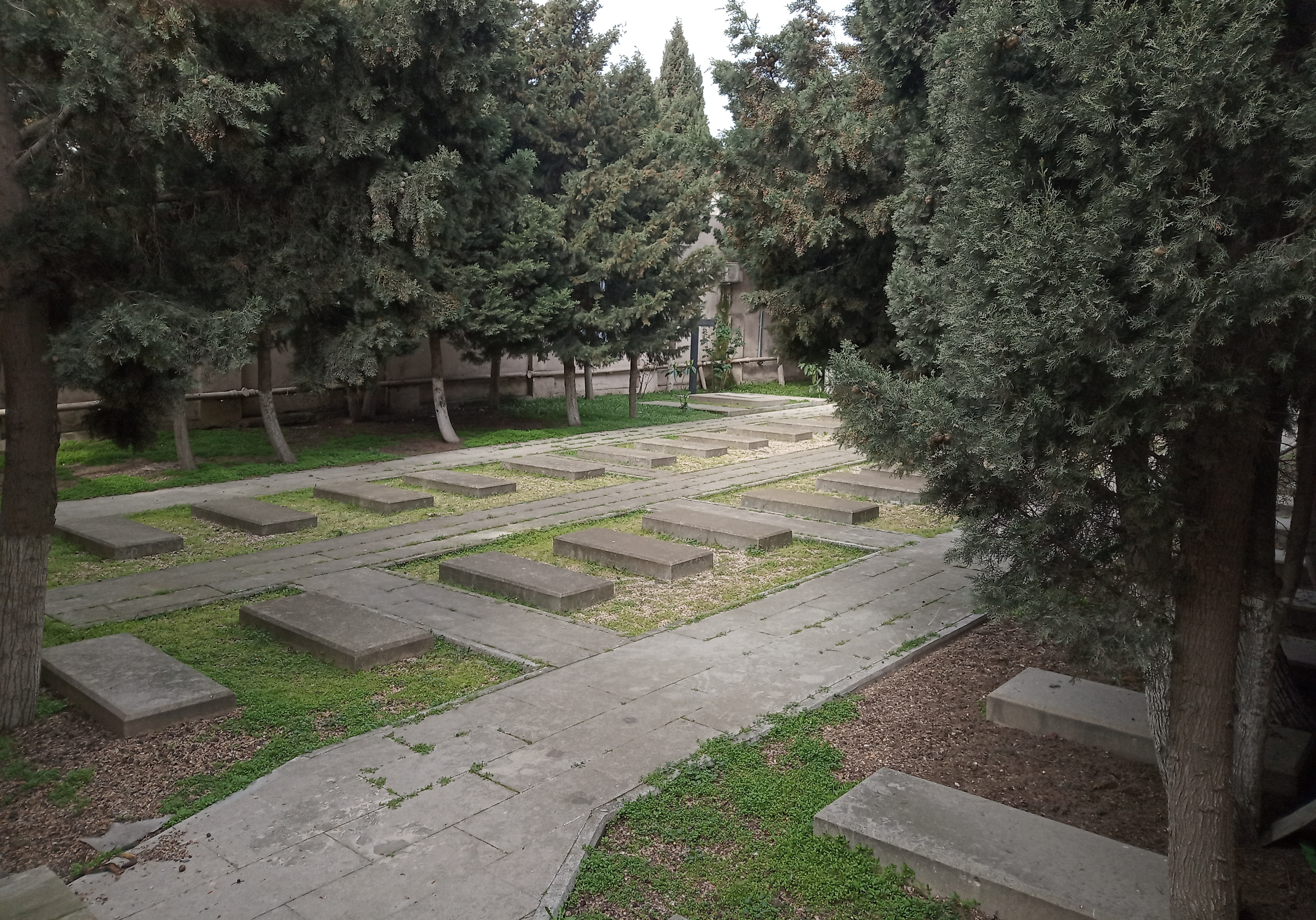
Кладбище немецких военнопленных в Баку

В 1945 году в Азербайджанской ССР при НКВД был создан отдел по делам военнопленных. Отдел состоял из двух отделений: 1 отделение (оперативное); 2 отделение политическое. Всего отдел состоял из 25 человек. Колонии для военнопленных в Республике относились к категориям 1, 2, 3 группы. В Азербайджане на 1947 год в оперативном обслуживании МВД находилось:
| Лагерь военнопленных | Госпиталь | Медсанчасть |
| -------------------- | --------- | ----------- |
| 223(й)               | 1552(й)   | 468(й)      |
| 328(й)               | 5030(й)   | 498(й)      |
| 444(й)               |           |             |

Также были 17 мест временного содержания военнопленных для выполнения строительных работ. Общее количество военнопленных в Азербайджане на 1947 год насчитывалось 23 266 человек. Военнопленных, находящихся в Азербайджанской ССР, использовали в основном на главных стройках республики. На строительстве Мингечаурской ГЭС работало 6000 человек, на Сумгаитском трубопрокатном заводе 2600 человек, Дашкесанрудстрое 1600 человек, на стройке секретного объекта № 108 4300 человек и на Главнефтестрое 1500 человек из числа военнопленных. Немецкие военнопленные участвовали в строительстве города Дашкесан с 1947 года и Мингечаур с 1948 года. В Баку немцы-военнопленные принимали участие в строительстве уникальных архитектурных сооружений, таких как Дом правительства, жилой дом «Бузовнанефть», жилой Дом актёров на улице Бакиханова, жилой массив «Большой двор» на проспекте Строителей.
Переведённые в начале 1945 года в Баку военнопленные из центральных районов России в результате постоянного недоедания страдали дистрофией. Это сильно влияло на их работоспособность. Многие из них были не способны работать, а некоторые умирали от истощения.
В 1945 году ГКО СССР принял постановление о пересмотре продовольственного обеспечения граждан СССР. На основании этого постановления НКВД СССР для всех лагерей ввёл новые нормы продовольственного снабжения для военнопленных.
| Суточный рацион на одного военнопленного |
| ---------------------------------------- |
| 90 г вермишели                           |
| 10 г рыбы                                |
| 15 г сала                                |
| 15 г масла                               |
| 30 г соли                                |
| 600 г картофеля                          |
| 320 г овощей                             |

Кроме этого, для поправки здоровья военнопленных их иногда отправляли на дополнительные работы на овощные и продовольственные склады. Местные жители городов Баку и Мингечаур, видя идущих по улице или работающих на объектах ослабленных немецких военнопленных, рискуя быть задержанными конвоем, подкармливали их. На больших стройках для военнопленных из фонда объекта выделялись дополнительные пайки. Однако, несмотря на это, здоровье большинства военнопленных было уже подорвано. Болезни, такие как туберкулёз, дизентерия, плеврит, были весьма распространены среди них. В январе — феврале 1947 года по этой причине в первую очередь были вывезены из Азербайджана 2000 ослабленных и больных немцев.
Из материалов МВД республики и из свидетельств активистов лютеранской общины, на территории Азербайджана по разным местам в настоящее время разбросаны кладбища немецких военнопленных. В основном эти кладбища возникали там, где военнопленные использовались на строительных объектах. Например, кладбище, которое и сейчас находится:
| Город      | Район          | Кладбище                       |
| ---------- | -------------- | ------------------------------ |
| Баку       | посёлок Ясамал | Поселковое кладбище (90 могил) |
| Баку       | посёлок Алят   | Поселковое кладбище (11 могил) |
| Сумгаит    | посёлок Джорат | Поселковое кладбище            |
| Мингечевир |                | Городское кладбище             |
| Губа       |                | Городское кладбище             |
| Хачмаз     |                | Городское кладбище             |

По решению Совета Министров СССР за № 396—152сс 1948 года в лагерях НКВД Азербайджана начался отбор 3500 военнопленных немцев, сильно страдающих дистрофией, для отправки из Азербайджана в Германию и Австрию. С мая по август 1948 года были отправлены со строительных площадок Мингечаурской ГЭС — 1800, Сумгаитского трубопрокатного завода — 550, Дашкесанстроя — 300, Главнефтестроя — 950 военнопленных. Основными причинами отправки их на родину стало принятие целой серии международных договоров и соглашений. В 1946 году была принята Резолюция Генеральной Ассамблеи ООН о выдаче военнопленных и наказании военных преступников. В 1947 году на Парижской конференции антигитлеровской коалиции был подписан договор о мирных соглашениях с Италией, Финляндией, Румынией, Венгрией и Болгарией, в которых рассматривался вопрос о возвращении военнопленных. И, наконец, Женевская конвенция 1949 года, которая определила статус военнопленных и их освобождение из плена на момент поражения или прекращения военного противоборства.
Для идеологической обработки военнопленных были созданы политические школы, в которых было проведено 1300 занятий. Политорганами МВД Азербайджана были утверждены темы занятий: «Об основах идей марксизма-ленинизма», «Коммунистические преобразования в странах Европы». Кроме этого, были организованы кружки художественной самодеятельности, 61 драмкружок, 26 кружков по хоровому пению, 28 оркестров. УПВИ НКВД Азербайджана выявило среди военнопленных целую группу свидетелей кровавых преступлений нацистов, которые будут приглашены на судебные процессы военных трибуналов в Нюрнберге, Брянске, Смоленске, Ленинграде, Минске, Риге, Николаевске.

## Ветераны
На апрель 2023 года осталось в живых 57 ветеранов из Азербайджана, принимавших участие в войне.
Также осталось в живых 3 672 вдов погибших во Второй мировой войне из Азербайджана и лиц, награжденных орденами и медалями за самоотверженный труд в тылу.

## Память

### Памятники
- В Крыму на Сапун-Горе установлен мемориальный комплекс памяти азербайджанцев 77-й азербайджанской дивизии, погибших при освобождении Севастополя.
- Одному из скверов города Ялты присвоено имя азербайджанца Джалиля Наджабова, который являлся командиром полка, освободившего Ялту от немецких захватчиков.
- В Таганроге у Самбекских высот памятник освободителям — 416 азербайджанской дивизии

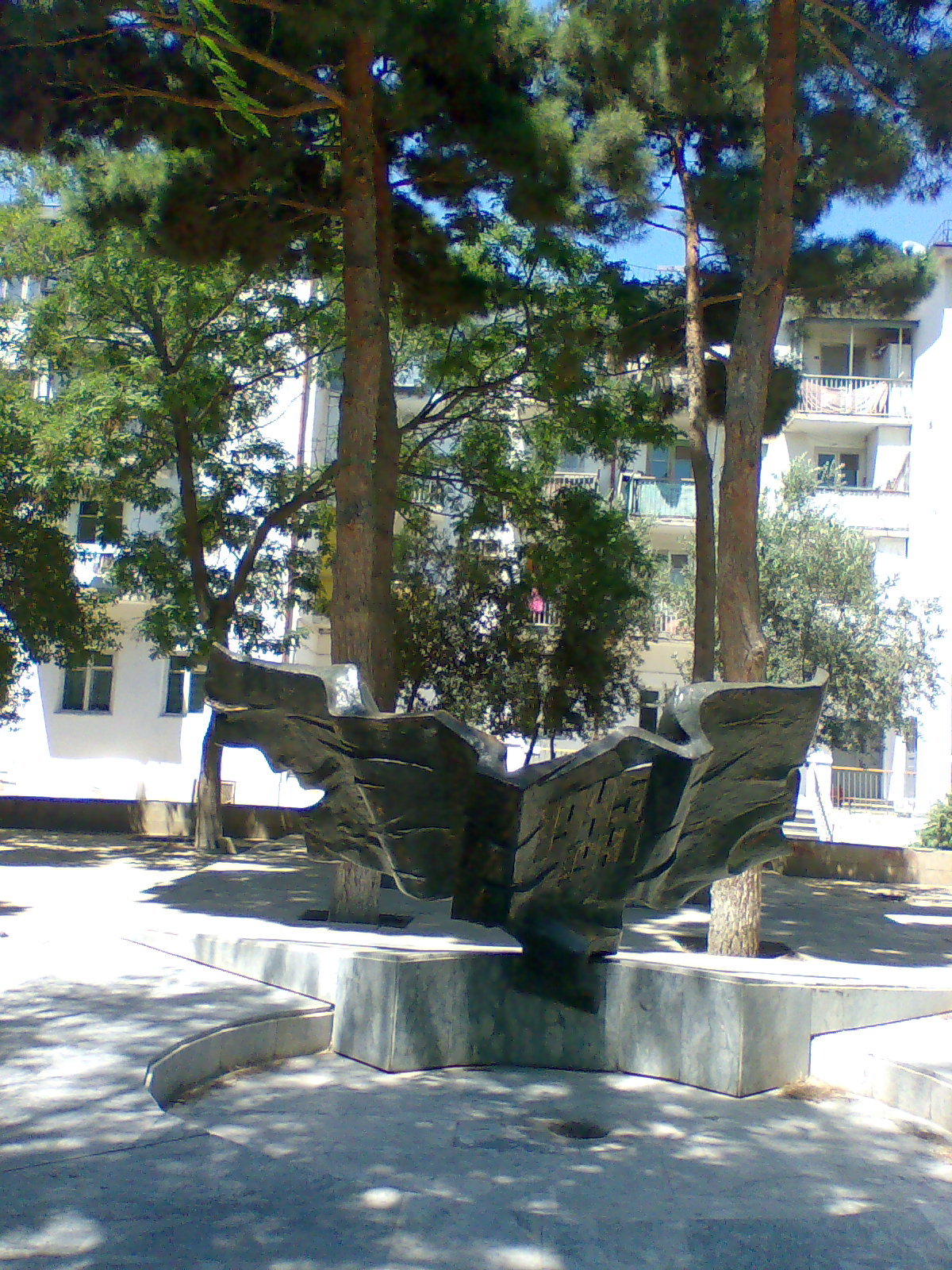
Вечный огонь в честь памяти павших в Великую Отечественную войну, Сабаиловский район города Баку (На реставрации)
Мемориал в память об участниках Великой Отечественной войны в городе Ленкорань
Памятник павшим в годы Великой Отечественной войны уроженцам Ахмедли в одноимённом посёлке
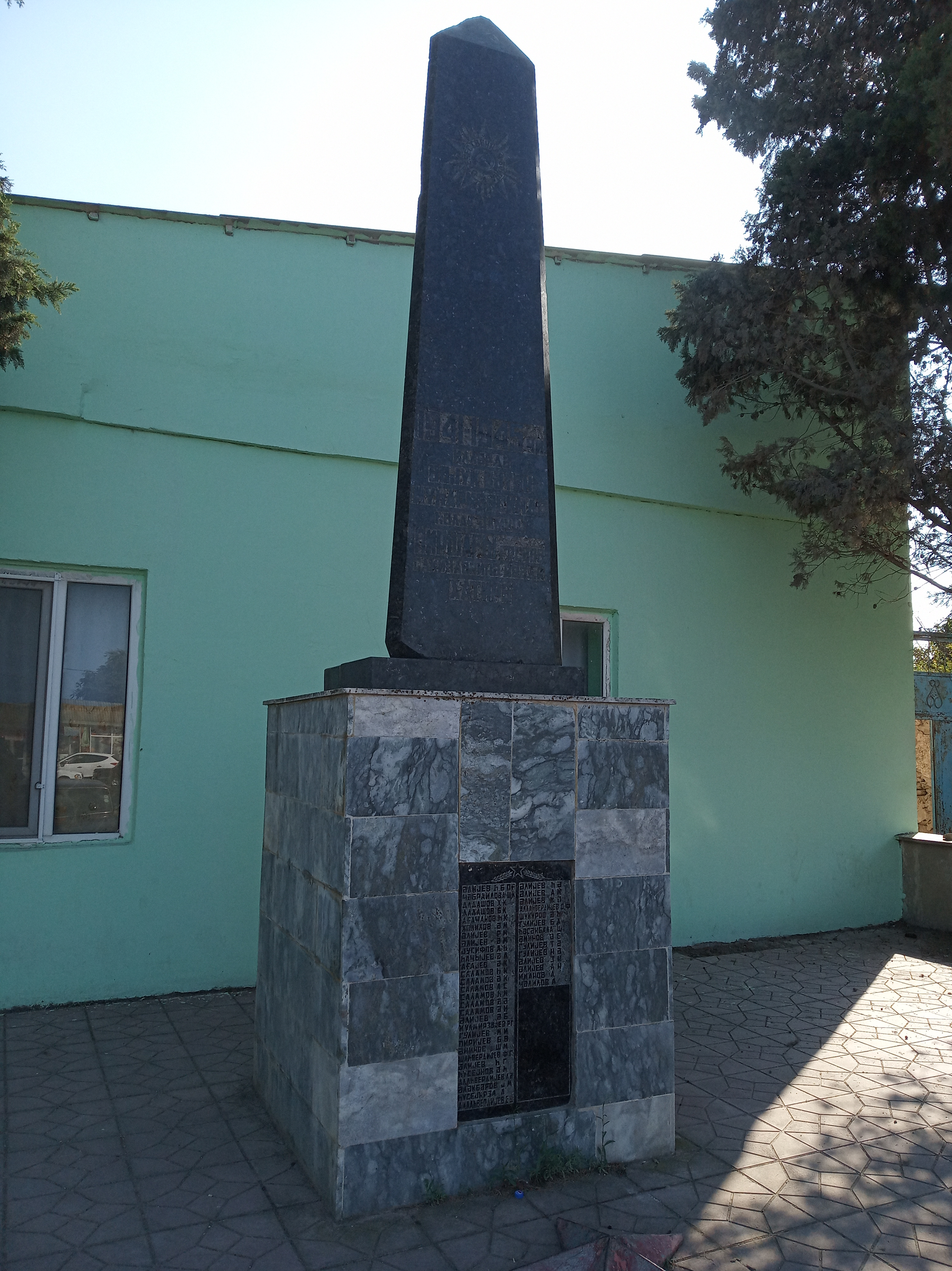
Памятник павшим в годы Великой Отечественной войны уроженцам Пиршаги в одноимённом посёлке
Мемориал в память об участниках Великой Отечественной войны в посёлке Лагич
Мемориал в память об участниках Великой Отечественной войны в городе Гусар
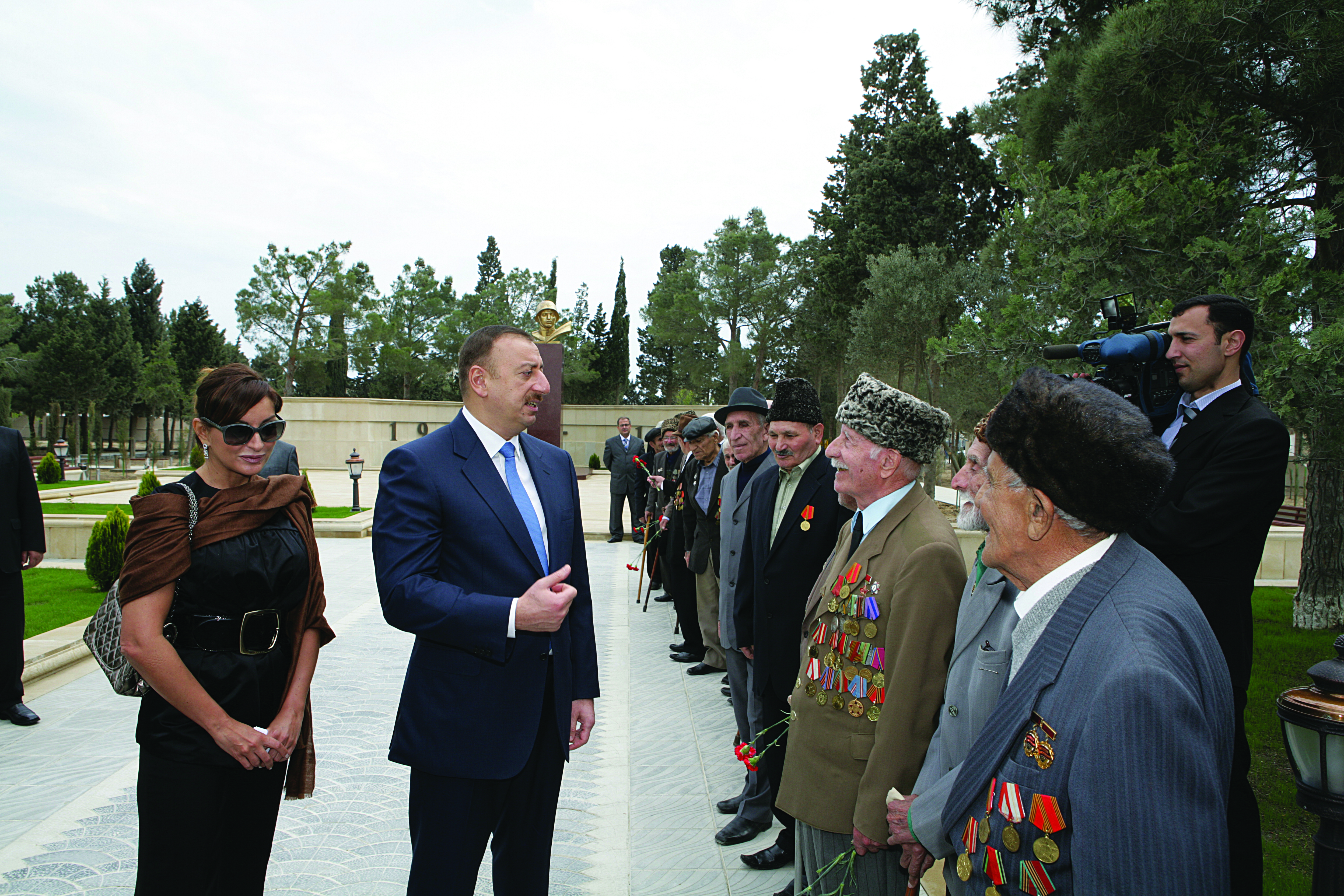
Президент Азербайджана Ильхам Алиев на встрече с ветеранами войны во время открытия памятника погибшим в ВОВ в посёлке Зиря

## Интересные факты
- На одном из бакинских заводов изготовлялись ракеты — снаряды для легендарных «Катюш»[42][43][44][45].
- На одном из дней рождения Адольфа Гитлера в период Великой Отечественной войны ему был преподнесён торт, в середине которого были изображены нефтяная вышка и название столицы Азербайджанской ССР Баку (Baku).
- В период Великой Отечественной войны нефтяными предприятиями Азербайджанской ССР производилось до 80 % топлива всей страны[46].
- Всего предприятиями нефтяной промышленности Азербайджана на военные нужды в период Великой Отечественной войны было переработано и произведено 75 млн тонн нефти и нефтепродуктов[46].
- Во время сбора средств в Фонд создания танковых колонн и авиаэскадрилий 90-летняя колхозница из Агдамского района Саадат Наджаф гызы передала в Фонд 30 тысяч рублей[47].
- 128 уроженцев Азербайджана стали Героями Советского Союза, среди них азербайджанцы, армяне, русские, украинцы и др.
- Одним из самых знаменитых разведчиков времён Второй мировой войны был Рихард Зорге родом из посёлка Сабунчи близ Баку.
- Ранним утром 2 мая 1945 года бойцы Мамедов, Ахмедзаде, Бережной и Андреев под руководством лейтенанта Алекпера Меджидова водрузили знамя победы над Бранденбургскими воротами[48].

Марки Азербайджана, посвящённые 60-ти, 65-ти и 70-ти летию победы в Великой Отечественной войне
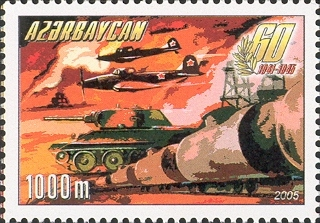
2005
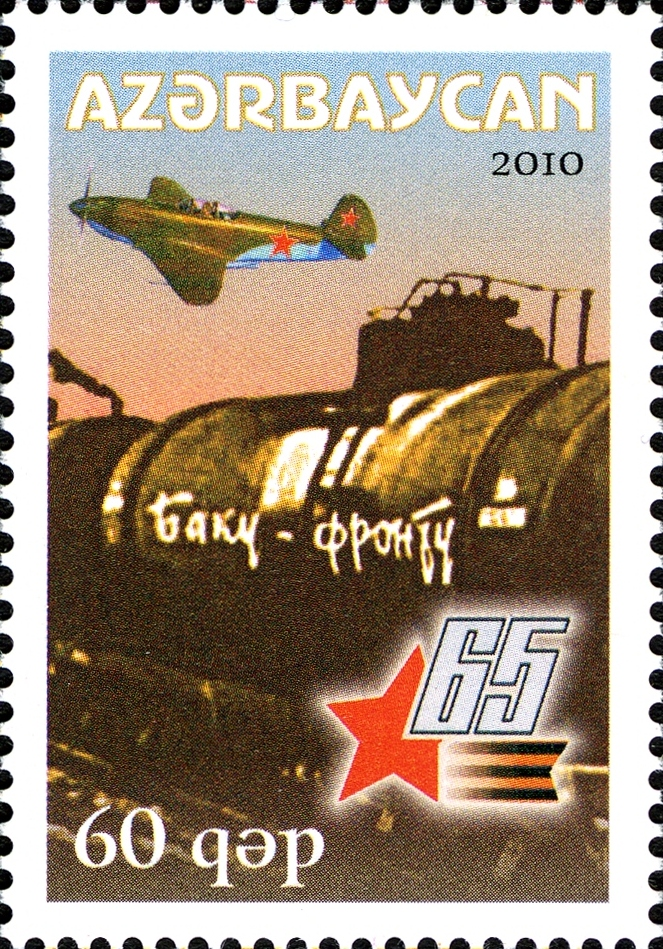
2010
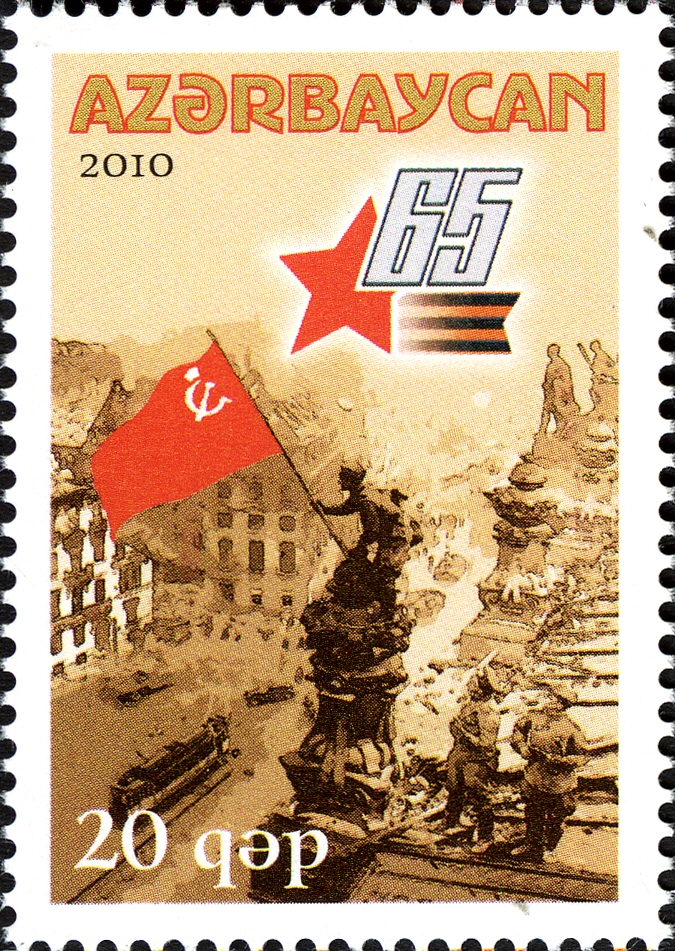
2010
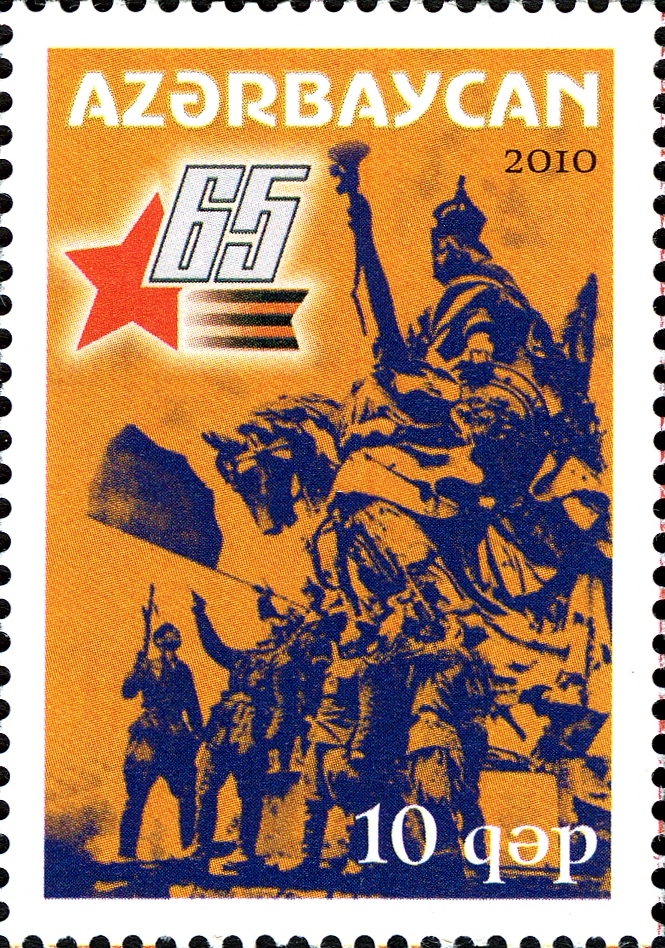
2010
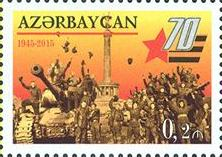
2015

## Документальное кино
- «Баку — годы войны» (1985) — Документальный фильм Исрафила Сафарова